# Apataniidae
De Apataniidae zijn een familie van schietmotten (Trichoptera). De familie telt achttien geslachten in twee onderfamilies.
In Nederland zijn uit deze familie Apatania fimbriata en Apatania muliebris waargenomen. 

## Onderfamilies
- Apataniinae
- Moropsychinae